# CA (포르노 제작사)
CA는 일본의 AV 레이블 회사이다. SOD와 함께 2016년 기준 일본 AV계열을 양분하는 거물회사로 창설은 1990년으로 당시 이름은 호쿠토로 시작했다.

## 산하 레이블
- MOODYZ
- 어택커즈
- 아이디어 포켓
- 마돈나
- S1
- 타메이케 고로
- 프리미엄
- 카와이
- kira☆kira
- E-BODY
- OPPAI
- MUTEKI
- BeFree
- 치녀 헤븐
- 혼나카
- Fitch
- CORE
- Team ZERO